# Ernst Schwarz (zoolog)
Ernst Schwarz (1. prosince 1889 Frankfurt nad Mohanem – 23. září 1962 Bethesda) byl německý zoolog, mammalog a herpetolog.

## Život
Narodil se ve Frankfurtu nad Mohanem a studoval zoologii v Mnichově. Pracoval v Muzeu přírodní historie ve Frankfurt a v Zoologickém muzeu v Berlíně. V roce 1929 se stal profesorem zoologie na Greifswaldské univerzitě. V roce 1933 začal pracovat v Přírodopisném muzeu v Londýně, kde zůstal do roku 1937, kdy odešel do Spojených států amerických.
Specializoval se na velké druhy opic. Často je zmiňován v souvislosti s objevením šimpanze bonobo v roce 1928.
Schwarz rovněž studoval obojživelníky a plazy, převážně evropské a středozemní zmije.